# Sphoeroides spengleri
Sphoeroides spengleri és una espècie de peix de la família dels tetraodòntids i de l'ordre dels tetraodontiformes.

## Morfologia
- Els mascles poden assolir 30 cm de longitud total.[1][2]

## Alimentació
Menja mol·luscs, crustacis i equinoderms.

## Depredadors
És depredat per la llampuga (Coryphaena hippurus) i pel peix emperador crioll (Lutjanus analis).

## Hàbitat
És un peix de clima subtropical i associat als esculls de corall que viu entre 2-70 m de fondària.

## Distribució geogràfica
Es troba a l'Atlàntic occidental: des de Massachusetts (Estats Units) fins a Santa Catarina (Brasil).

## Observacions
No es pot menja, ja que és verinós per als humans.